# Pareja
Pareja – gmina w Hiszpanii, w prowincji Guadalajara, w Kastylii-La Mancha, o powierzchni 91,6 km². W 2011 roku gmina liczyła 523 mieszkańców.